# Des feuilles dans la bourrasque
 Des feuilles dans la bourrasque  (titre original: La Hojarasca) est le premier roman écrit par le romancier, nouvelliste et journaliste colombien Gabriel García Márquez, prix Nobel de littérature. Il a été publié pour la première fois en 1955.